# Tuvad åkerskivling
Tuvad åkerskivling (Agrocybe cylindracea) är en svampart som först beskrevs av Augustin Pyrame de Candolle, och fick sitt nu gällande namn av René Charles Maire 1938. Agrocybe cylindracea ingår i släktet marktofsskivlingar och familjen Strophariaceae.   Inga underarter finns listade i Catalogue of Life.
I den svenska databasen Dyntaxa används istället namnet Agrocybe cylindrica för samma taxon.  Arten är reproducerande i Sverige.